# Beniane
Beniane (em árabe: بنيان) é uma cidade e comuna localizada na província de Mascara, Argélia. Segundo o censo de 2008, a população total da cidade era de 5 581 habitantes.